# Eugène Rouher
Eugène Rouher (Riom, 30 novembre 1814 – Parigi, 3 febbraio 1884) è stato un politico francese.

## Biografia

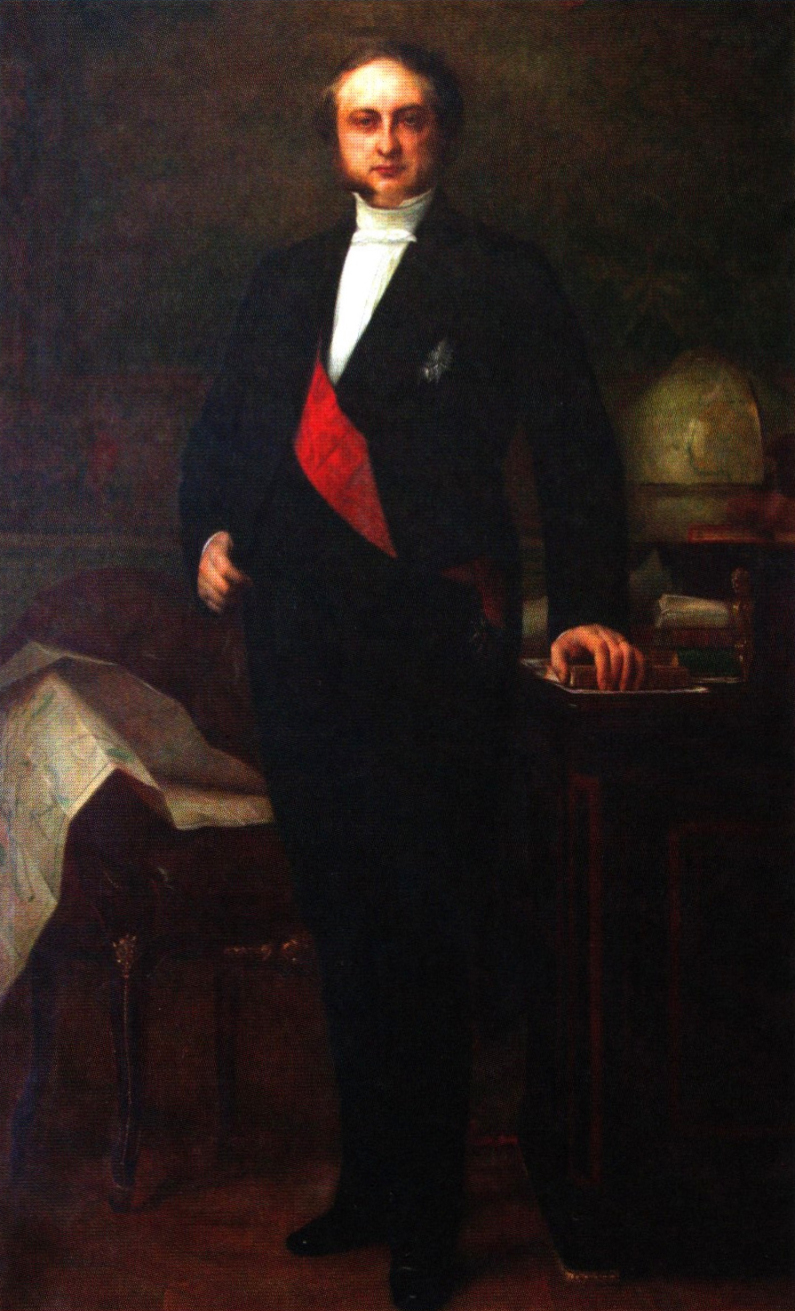
Ritratto di Rouher eseguito da Alexandre Cabanel, presentato al Salon des Beaux Arts nel 1861. Copia di Charles Brun, Museo Mandet, Riom, Francia.

Rouher nacque a Riom (Puy-de-Dôme) dove studiò e fece pratica di legge dopo essersi laureato a Parigi nel 1835. Nel 1846 si candidò per la prima volta alla camera dei deputati nel ministero Guizot. Fu però solo dopo la rivoluzione del 1848 che riuscì ad essere eletto nel dipartimento di Puy-de-Dôme. Rieletto nel 1849, succedette a Odilon Barrot come ministro della giustizia e guardasigilli di stato (20 dicembre 1848 - 26 ottobre 1851 e 3 dicembre 1851 - 22 gennaio 1852).
Dalle tribune della camera descrisse la rivoluzione di febbraio come una "catastrofe", supportando una legislazione di tipo reazionario, ed in particolare una legge (31 maggio 1850) per la limitazione del suffragio. Dopo il colpo di stato di Luigi Napoleone Bonaparte il 2 dicembre 1851, fu uno degli incaricati di redigere una nuova costituzione, divenendo poi vicepresidente del consiglio di stato. Quando l'impero venne ufficialmente costituito, Napoleone III in persona lo ricompensò con la somma di 40 000 franchi ed il possesso di Cirey.
Nel 1855 divenne ministro dell'agricoltura, del commercio e dei lavori pubblici, e nel 1856 venne nominato senatore. Su suo impulso la Francia sviluppò un ottimo sistema ferroviario in monopolio di stato, conducendo complicati negoziati commerciali con l'Inghilterra nel gennaio del 1860 e poi con Belgio e Italia. Il 23 giugno 1863 venne nominato presidente del consiglio di stato, ed alla morte di Adolphe Billault il 18 ottobre 1863, primo ministro e portavoce dell'imperatore.
Pur godendo di una vasta maggioranza alla camera, l'opposizione poteva contare all'epoca su nomi influenti come quelli di Adolphe Thiers, Berryer e Jules Favre, e spesso le misure governative erano solite passare per pochi voti. Nella sua posizione, Rouher si trovò a dover giustificare le azioni intraprese dalla Francia anche all'estero, nonché le stravaganze del barone Haussmann del quale era direttamente responsabile.
Si oppose alle concessioni liberali del gennaio del 1867, annunciando le sue intenzioni in una lettera personale a Napoleone III e dimettendosi col resto del gabinetto dei ministri, solo per riprendere una posizione nel governo come ministro, anche se delle finanze, dal 20 gennaio al 13 novembre 1867. Quando le concessioni divennero ormai inevitabili, Rouher, soprannominato "il vice-imperatore", diede le dimissioni in favore di Emile Ollivier. Fu presidente del senato dal 20 luglio al 4 settembre 1870. Dopo la caduta dell'impero di spostò in Inghilterra ma tornò in Francia un anno dopo per tutelare i beni del principe ereditario. Dopo alcune proteste, venne rieletto deputato per Ajaccio l'11 febbraio 1872.
Alla camera, dove successivamente rappresentò Riom, si unì al gruppo politico dell' Appel au Peuple. Il suo primo discorso alla camera (21 maggio 1872) si risolse in un violento attacco a Audiffret-Pasquier ed a Léon Gambetta.
Nelle elezioni del 1876 venne eletto per la costituente di Bastia con 8 790 voti contro 4 367 concessi al suo avversario Patrice de Corsi, e venne eletto ufficialmente il 25 febbraio.
La morte del principe ereditario nel 1879 pose fine a molte delle speranze che i bonapartisti avevano riposto nel ritorno della monarchia, anche se Rouher fu tra coloro che cercarono giusto riconoscimento per il principe Napoleone, figlio di Girolamo, fratello di Napoleone I, al ruolo di erede al trono. Gli ultimi anni di vita di Rouher vennero contraddistinti da una pazzia e poi da una paralisi che lo colpì nel 1883, portandolo alla morte alcuni mesi dopo.